# Memristore
Un memristore (unione di memoria e resistore), nell'ambito della teoria dei circuiti, è un componente elettronico nonlineare passivo. Viene spesso descritto come il quarto elemento passivo di base, oltre al condensatore, l'induttore e il resistore.
Sebbene il memristore fosse stato teorizzato e descritto sin dal 1971 da parte di Leon Chua dell'Università di Berkeley, in un articolo pubblicato su IEEE Transactions on Circuit Theory, è rimasto un dispositivo teorico per 37 anni, senza che ne fosse realizzato un prototipo.
Si tratta di un bipolo in cui una variazione di carica elettrica, ossia una corrente non stazionaria, dà luogo ad una variazione di flusso magnetico e quindi ad una tensione, che dovrebbe localizzarsi ai capi del componente. Il rapporto tra il potenziale prodotto e la corrente prende il nome di memristenza. È chiaro che, affinché la corrente che scorre nel bipolo venga a coincidere con quella non stazionaria che innesca il fenomeno, all'interno del memristore il flusso fisico delle cariche deve essere in qualche modo inibito, esattamente come avviene in un condensatore.
Il memristore ha la proprietà di "ricordare" lo stato elettronico e di rappresentarlo mediante segnali analogici. Un circuito di questo tipo consentirebbe di realizzare calcolatori con accensione istantanea, senza la necessità di ricaricare il sistema operativo a ogni avvio. Il circuito, infatti, conserva l'informazione anche in assenza di corrente elettrica, quando il calcolatore è spento.
La capacità di memorizzare segnali analogici consente di memorizzare ed elaborare una mole di dati molto maggiore di quella trattata con i circuiti digitali, in grado di rappresentare solo due stati (0 ed 1). Il memristore apre a una nuova generazione di memorie e di potenze di calcolo.

## Generalità

Schema delle simmetrie concettuali fra resistore, induttore, condensatore e memristore

Il memristore è definito come un componente circuitale a due terminali in cui il flusso magnetico {\displaystyle \Phi _{\mathrm {m} }} è funzione della carica elettrica q che contiene. La definizione prevede che
{\displaystyle \,d\Phi _{\mathrm {m} }=M(q)dq}
M è appunto la memristenza. Questa quantità, al contrario della resistenza elettrica, non dipende dalla corrente ma dal valore assoluto della carica. Dunque, la tensione rilevata ai capi, data da
{\displaystyle \,V=M(q)I}
come si può dedurre dalla legge sull'induttanza, dipenderà non solo dalla corrente, ma anche dalla carica presente nel componente attraverso la memristenza. In sostanza, V dipenderà sia dalla variazione di carica che dal valore di q ad un istante immediatamente precedente, cioè dalla "storia recente" della corrente I.

## Realizzazione
L'interesse per il memristore si è riacceso nel 2007, quando una versione sperimentale allo stato solido è stata realizzata da Stanley Williams della Hewlett-Packard. Nell'aprile 2008, la realizzazione di un dispositivo funzionante con caratteristiche simili a quelle di un memristore venne annunciata da un gruppo di ricercatori dei laboratori HP. La costruzione di un memristore allo stato solido è diventata possibile solo grazie ai comportamenti particolari che si possono ottenere utilizzando le nanotecnologie. Il componente realizzato, in realtà, non utilizza il flusso magnetico (come suggerito dalla definizione di memristore) né immagazzina una carica (come un condensatore); al contrario, crea la dipendenza tra resistenza e carica utilizzando un meccanismo chimico.
Il nuovo componente potrebbe rendere possibile lo sviluppo di una nuova classe di circuiti ad altissima densità (memorie non volatili e memorie RAM). Le prestazioni dei memristori infatti migliorano tanto più si riducono le loro dimensioni e, inoltre, generano meno calore dei transistor. I memristori utilizzati in campo analogico hanno caratteristiche uniche che potrebbero portare all'invenzione di nuovi componenti. Secondo Chua addirittura, il memristore darà inizio all'era dell'elettronica su nanoscala, speculando, inoltre, che possa risultare utile nella costruzione delle reti neurali.
Il dispositivo dell'HP consiste di un film sottile (5 nm) di diossido di titanio frapposto tra due elettrodi. All'inizio ci sono due strati di film, uno dei quali ha un leggero impoverimento di atomi di ossigeno. Le lacune di ossigeno agiscono come portatori di carica, il che significa che lo strato impoverito ha una resistenza molto inferiore dello strato non impoverito. Sotto l'azione di un campo elettrico le lacune di ossigeno derivano, modificando la frontiera tra gli stati ad alta e bassa resistenza. Di conseguenza, la resistenza del film nel suo complesso dipende da quanta carica sia circolata attraverso di esso in una particolare direzione, che è reversibile cambiando la direzione della corrente.
La Samsung possiede un brevetto americano in corso di registrazione per diversi interruttori a strati di ossido, simili a quelli descritti da Williams.
La definizione di memristore è stata applicata inizialmente alle memorie ReRAM, tuttavia delle prove sperimentali hanno dimostrato come le celle ReRAM includano degli effetti di nano batteria, discostandosi quindi dalla definizione di memristore.

## Potenziali applicazioni
I memristori allo stato solido possono essere impiegati nella realizzazione di dispositivi chiamati crossbar latch, che potrebbero sostituire i transistor nei computer di nuova generazione, dato che occupano molto meno spazio. HP ha realizzato un prototipo di memoria a crossbar latch che può immagazzinare 100 gigabit in un centimetro quadrato (come termine di paragone, la densità più alta in una memoria flash moderna raggiunge i 16 gigabit). Il loro utilizzo come già citato è prospettato anche nelle memorie allo stato solido non volatili, che permetterebbero di raggiungere una densità dati più elevata di quella dei dischi rigidi, ottenendo tempi di accesso potenzialmente simili a quelli delle memorie DRAM, rimpiazzando così sia gli uni che gli altri. HP prevede comunque che le future memorie a memristori raggiungeranno al massimo un decimo delle velocità delle attuali DRAM.
Nel frattempo sono stati proposti alcuni brevetti relativi ai memristori che includono applicazioni in logica programmabile, elaborazione dei segnali, reti neurali, e sistemi di controllo.
Il progetto The Machine, sviluppato dagli HP Labs della HP come evoluzione dell'attuale concetto di computer, prevede l'impiego di memristori insieme a sistemi di trasmissione dati basati su fotoni.